# Warmold Albertinus van der Feltz
Warmold Albertinus baron van der Feltz (Epe, 1 maart 1824 – Assen, 2 december 1910) was een Nederlandse liberaal politicus.
Van der Feltz was zoon van Gustaaf Willem van der Feltz, schout en burgemeester van Epe en sinds 1867 jonkheer, en Theodora Elisabeth Mossel. In 1882 kreeg hij de titel baron.
Tot 1856 was hij gemeentesecretaris in zijn geboorteplaats. Hij werd vervolgens burgemeester van Assen (1856-1878). Hij sloot zich aan bij de in 1885 opgerichte Liberale Unie. Ook in de provinciale en landelijke politiek was Van der Feltz actief; Hij was lid van de Provinciale Staten van Drenthe (1874-1898) en lid van de Tweede Kamer (1877-1894). In de Kamer hield hij zich onder andere bezig met onderwijs en justitie.
Van der Feltz was lid van de kerkenraad van de Hervormde Gemeente in Assen. Hij was medeoprichter van de Nederlandse Protestantenbond. 
Hij werd benoemd tot ridder in de Orde van de Nederlandse Leeuw (1873) en officier in de Orde van Oranje-Nassau. In Assen werd het Van der Feltzpark naar hem vernoemd.
- Biografisch Portaal: 73603648
- Parlement.com: vg09ll0lrtyn